# Noeasy
Noeasy – drugi album studyjny południowokoreańskiej grupy Stray Kids, wydany 23 sierpnia 2021 roku przez wytwórnię JYP Entertainment. Płytę promował singel „Thunderous”.

## Lista utworów

### Go Live
| CD  | CD                                                 | CD                                                  | CD                                                       | CD                    | CD      |
| Nr  | Tytuł utworu                                       | Tekst                                               | Kompozycja                                               | Aranżacja             | Długość |
| --- | -------------------------------------------------- | --------------------------------------------------- | -------------------------------------------------------- | --------------------- | ------- |
| 1.  | „Cheese”                                           | Bang Chan (3Racha), Changbin (3Racha), Han (3Racha) | Bang Chan, Changbin, Han, Versachoi                      | Versachoi             | 3:02    |
| 2.  | „Thunderous” (kor. 소리꾼)                         | Bang Chan, Changbin, Han                            | Bang Chan, Changbin, Han, HotSauce                       | HotSauce, Bang Chan   | 3:03    |
| 3.  | „Domino”                                           | Bang Chan, Changbin, Han                            | Bang Chan, Changbin, Han, Versachoi                      | Versachoi, Bang Chan  | 3:19    |
| 4.  | „Ssick” (kor. 씩)                                  | Bang Chan, Changbin, Han                            | Bang Chan, Changbin, Han, ByHVN (153/Joombas)            | ByHVN, Bang Chan      | 3:10    |
| 5.  | „The View”                                         | Bang Chan, Changbin, Han, Krysta Youngs             | Bang Chan, Changbin, Han, Telykast, Krysta Youngs        | Telykast, Bang Chan   | 3:22    |
| 6.  | „Sorry, I Love You” (kor. 좋아해서 미안)           | Changbin                                            | Changbin, Millionboy                                     | Millionboy, Bang Chan | 2:58    |
| 7.  | „Silent Cry”                                       | Bang Chan, Changbin, Han                            | Bang Chan, Changbin, Han, Hong Ji-sang                   | Hong Ji-sang          | 3:30    |
| 8.  | „Secret Secret” (kor. 말할 수 없는 비밀)           | Han                                                 | JinbyJin, Moa "Cazzi Opeia" Carlebecker, Gabriel Brandes | JinbyJin              | 3:30    |
| 9.  | „Star Lost” (kor. 타)                              | Bang Chan, Changbin, Han, Earattack, Callous        | Earattack, DaviDior                                      | Earattack, DaviDior   | 3:35    |
| 10. | „Red Lights” (kor. 강박, (wyk. Bang Chan, Hyunjin) | Bang Chan, Hyunjin                                  | Bang Chan, Hyunjin                                       | Bang Chan, Versachoi  | 3:10    |
| 11. | „Surfin” (wyk. Lee Know, Changbin, Felix)          | Changbin, Lee Know, Felix                           | Changbin, Lee Know, Felix, Versachoi                     | Versachoi             | 3:11    |
| 12. | „Gone Away” (wyk. Han, Seungmin, I.N)              | Han, Seungmin, I.N                                  | Han, Seungmin, I.N, Armadillo, Gump                      | Armadillo, Gump       | 4:01    |
| 13. | „Wolfgang”                                         | Bang Chan, Changbin, Han                            | Bang Chan, Changbin, Han, Versachoi                      | Versachoi, Bang Chan  | 3:11    |
| 14. | „Mixtape: Oh” (kor. 애)                            | Bang Chan, Changbin, Han                            | Bang Chan, Changbin, Han, Kobee, Holy M                  | Kobee, Holy M         | 3:33    |

## Notowania
| Lista                                    | Pozycja |
| ---------------------------------------- | ------- |
| Gaon Weekly Album Chart                  | 1       |
| Australian Albums (ARIA)                 | 14      |
| Austrian Albums (Ö3 Austria Top 40)      | 12      |
| Belgian Albums (Ultratop Flanders)       | 13      |
| Belgian Albums (Ultratop Wallonia)       | 5       |
| Croatian International Albums (HDU)      | 34      |
| Danish Albums (Hitlisten)                | 3       |
| Dutch Albums (Album Top 100)             | 18      |
| Finnish Albums (Suomen virallinen lista) | 5       |
| French Albums (SNEP)                     | 63      |
| German Albums (Offizielle Top 100)       | 64      |
| Hungarian Albums (MAHASZ)                | 5       |
| Oricon Weekly Album Chart (Japonia)      | 2       |
| Billboard Japan Hot Albums               | 21      |
| Lithuanian Albums (AGATA)                | 22      |
| Norwegian Albums (VG-lista)              | 27      |
| Polish Albums (ZPAV)                     | 6       |
| Spanish Albums (PROMUSICAE)              | 67      |
| Swiss Albums (Schweizer Hitparade)       | 10      |
| UK Digital Albums (OCC)                  | 26      |
| World Albums (Billboard)                 | 5       |

## Nagrody w programach muzycznych
| Program               | Data            | Źródło |
| --------------------- | --------------- | ------ |
| Show Champion (MBC M) | 1 września 2021 | [ 14 ] |
| Show Champion (MBC M) | 8 września 2021 | [ 15 ] |
| M Countdown (Mnet)    | 2 września 2021 | [ 16 ] |
| M Countdown (Mnet)    | 9 września 2021 | [ 17 ] |
| Music Bank (KBS)      | 3 września 2021 | [ 18 ] |
| Inkigayo (SBS)        | 5 września 2021 | [ 19 ] |

## Sprzedaż
| Kraj             | Sprzedaż   |
| ---------------- | ---------- |
| Japonia          | 53 300+    |
| Korea Południowa | 1 376 998+ |